# Макіес (Нью-Йорк)
Макіес (англ. Machias) — місто (англ. town) в США, в окрузі Каттарогус штату Нью-Йорк. Населення — 2310 осіб (2020).

## Демографія
Згідно з переписом 2010 року, у місті мешкало 2375 осіб у 917 домогосподарствах у складі 604 родин. Було 1398 помешкань
Расовий склад населення:
| - 97,5 % — білих - 0,6 % — чорних або афроамериканців - 0,3 % — корінних американців - 0,1 % — азіатів |

До двох чи більше рас належало 1,2 %. Частка іспаномовних становила 1,3 % від усіх жителів.
За віковим діапазоном населення розподілялося таким чином: 23,5 % — особи молодші 18 років, 58,5 % — особи у віці 18—64 років, 18,0 % — особи у віці 65 років та старші. Медіана віку мешканця становила 43,1 року. На 100 осіб жіночої статі у місті припадало 94,4 чоловіків;  на 100 жінок у віці від 18 років та старших — 90,7 чоловіків також старших 18 років.
Середній дохід на одне домашнє господарство  становив 61 118 доларів США (медіана — 50 956), а середній дохід на одну сім'ю — 67 177 доларів (медіана — 52 625). Медіана доходів становила 45 833 долари для чоловіків та 30 365 доларів для жінок. За межею бідності перебувало 11,6 % осіб, у тому числі 17,9 % дітей у віці до 18 років та 2,0 % осіб у віці 65 років та старших.
Цивільне працевлаштоване населення становило 933 особи. Основні галузі зайнятості: освіта, охорона здоров'я та соціальна допомога — 24,4 %, будівництво — 14,6 %, виробництво — 13,2 %.